# Épineuil
Épineuil là một xã của Pháp, tọa lạc ở tỉnh Yonne trong vùng Bourgogne-Franche-Comté.

## Hành chính
| Danh sách các thị trưởng                                              |               |                |      |         |
| Giai đoạn                                                             | Giai đoạn     | Tên            | Đảng | Tư cách |
| tháng 3 năm 2001                                                      | novembre 2005 | CHUCHU Bernard |      |         |
| Tất cả các dữ liệu trước đây không rõ.Robert Duverne depuis mars 2008 |               |                |      |         |

## Biến động dân số
| Năm | 1962 | 1968 | 1975 | 1982 | 1990 | 1999 |
| --- | ---- | ---- | ---- | ---- | ---- | ---- |
| Dân số | 339  | 412  | 475  | 526  | 597  | 604  |
| From the year 1962 on: No double counting—residents of multiple communes (e.g. students and military personnel) are counted only once. |      |      |      |      |      |      |